# Alpaida graphica
Alpaida graphica là một loài nhện trong họ Araneidae.
Loài này thuộc chi Alpaida. Alpaida graphica được Octavius Pickard-Cambridge miêu tả năm 1889.